# Liniers (Buenos Aires)

Lage von Liniers in Buenos Aires

Liniers ist ein Stadtteil am westlichen Stadtrand der argentinischen Hauptstadt Buenos Aires. Er hat gut 44.000 Einwohner (Stand von 2001) auf einer Fläche von 5,4 km². Die Bevölkerungsdichte beträgt gut 8.000 Bewohner/km² und liegt damit erheblich unter dem Durchschnitt von Buenos Aires mit ca. 13.500 Einwohnern pro km².

## Lage und Charakter
Liniers wird begrenzt durch die Stadtteile Mataderos, Villa Luro und Versalles. Er ist ein wichtiger Verkehrsknotenpunkt, der den Westen des Großraumes Buenos Aires mit der City verbindet. Der Busbahnhof dort ist der zweitwichtigste der Stadt nach Retiro.
Liniers ist auch ein wirtschaftliches Nebenzentrum von Buenos Aires mit zahlreichen Einzelhandelsgeschäften und Straßenverkäufern. Zu den wichtigeren Gebäuden in Liniers gehören das „Estadio José Amalfitani“ (Fußballstadion) und die Kirche San Cayetano. Der Stadtteil ist auch Heimat für den Fußballclub CA Vélez Sarsfield.
Liniers wurde nach Santiago de Liniers benannt, einem spanischen Offizier mit französischen Wurzeln und kurzzeitigem Vizekönig am Río de la Plata, der der britischen Invasion am Río de la Plata widerstand.